# Jack Leconte
Jack Leconte (ur. 19 listopada 1959 roku) – francuski kierowca wyścigowy.

## Kariera
Leconte rozpoczął karierę w międzynarodowych wyścigach samochodowych w 1990 roku od startów w Trophee Porsche Turbo Cup. Z dorobkiem 47 punktów uplasował się tam na jedenastej pozycji w klasyfikacji generalenj. W późniejszych latach Francuz pojawiał się także w stawce Porsche Supercup, Francuskiego Pucharu Porsche Carrera, 24-godzinnego wyścigu Le Mans, Global GT Championship, French GT Championship, FIA GT Championship oraz Bahrain GT Festival.